# Kouamé N'sikan
Kouamé Konan N'sikan , né le 1er janvier 1931 à Konankro (sous-préfecture de Diabo) et mort le 9 janvier 2019 à la PISAM d'Abidjan, est connu pour sa carrière de transporteur, président-directeur général (PDG) de sociétés et député de Diabo-Languibonou,,,. Il est le premier président de l'Union des commerçants de Côte d’Ivoire en 1990,.

## Biographie
Kouamé Konan Nsikan est né le 1er janvier 1931 à Konankro et mort le 9 janvier 2019 à la PISAM. Fils de paysans,, il n’a pas fréquenté l’école moderne,. Il commence par l’élevage de poulets à l’adolescence. Après, il s’est converti dans l'achat de produits agricoles, puis successivement, mécanicien, bagagiste et apprenti-chauffeur,, avant d’acquérir son premier véhicule qu’il a lui-même conduit,,.
En 1984, il a fondé l'Union des transports de Bouaké (UTB), une entreprise de transport qui emploie directement ou indirectement des milliers de personnes,,. Par ailleurs, il s’était inscrit à des cours d’alphabétisation et avait atteint le niveau de la Terminale. Il était l’une des plus grandes fortunes ivoiriennes.

## Transporteur
Précurseur des auto cars climatisés dans le transport en Côte d’Ivoire, il met sur le trajet Bouaké-Abidjan en 1984, trois cars neufs équipés de radiocassettes et de vidéos, avec juste deux arrêts à Yamoussoukro et Toumodi,,. C'est une innovation tant au plan du confort que du respect des horaires de départ et d’arrivée, le vecteur de réussite de cette compagnie de transport interurbaine de Côte d’Ivoire,,.

## Carrière politique
Il est élu député en 1995, choisi par le Parti démocratique de Côte d'Ivoire – Rassemblement démocratique africain (PDCI),,.

## Distinction
- Officier dans l’ordre du mérite de Côte d’Ivoire le 3 avril 2012 par la grande chancelière de l’ordre national[25],[15].